# Patrick Henry Brady
Patrick Henri Brady, né le 1er octobre 1936 à Philip, est un officier de l’United States Army décoré de la Medal of Honor pour les évacuations sanitaires qu’il a réalisées pendant la guerre du Viêt Nam.

## Biographie
Patrick Henry Brady naît à Philip, dans le Dakota du Sud, le 1er octobre 1936. Il fait sa scolarité secondaire à l’école O’Dea, à Seattle, puis débute des études supérieures à l’université de Seattle. Toutefois, il n’apprécie guère les cours du Reserve Officers Training Corps, qui sont à cette époque une matière obligatoire, et finit par se faire exclure. Il décide néanmoins de retenter sa chance en étant plus assidu après avoir estimé qu’il était probable qu’il soit mobilisé dans l’armée et qu’il était préférable dans ce cas d’être officier. Il devient ainsi second lieutenant dans l’Army Medical Service Corps à la fin de ses études en 1959.
Il est d’abord affecté à une unité médicale à Berlin avant de poser sa candidature à l’United States Army Aviation School de Fort Rucker, ce qui lui permet de devenir pilote d’hélicoptère en 1963. En janvier 1964, il est envoyé au Viêt Nam, où il se trouve affecté au 57e détachement médical, commandé par Charles L. Kelly, en tant que pilote d’hélicoptère d’évacuation sanitaire. À la mort de celui-ci le 1er juillet 1964, il le remplace à la tête du détachement. Il le reste jusqu’à la fin de son premier séjour, puis, à son retour au Viêt Nam en août 1967, il commande avec le grade de major le 54e détachement médical.
Le 5 janvier 1968, alors que de violents combats ont lieu dans les montagnes près de Chu Lai, au sud de Da Nang, Brady effectue neuf missions d’évacuations sanitaires permettant de secourir cinquante-et-un soldats. L’intensité des tirs est telle qu’il doit changer à deux reprises d’hélicoptères, les trois appareils utilisés cumulant au total plus de quatre cents impacts de projectiles. Il reçoit la Distinguished Service Cross pour ces actions puis termine son deuxième tour au Viêt Nam en ayant effectué plus de deux mille missions d’évacuation et secourus plus de cinq mille blessés. Le 9 octobre 1969, il reçoit également de Richard Nixon la Medal of Honor pour les évacuations effectuées le 5 janvier 1968.
Promu au grade de major général, Brady termine sa carrière comme responsable des relations publiques et prend sa retraite en septembre 1993.

## Distinctions
- Medal of Honor[1] ;
- Distinguished Service Cross[1] ;
- Distinguished Flying Cross avec cinq feuilles de chêne[1].